# Melissa (álbum de 1983)
Melissa es el álbum debut de Melissa como solista; aunque ya con anterioridad Melissa había participado en otro proyecto musical con el grupo Tinajas en el LP titulado Dejando el pasado (1979), luego,
en 1983, publica este, su primer LP como solista. De este primer trabajo musical se extrajeron cinco sencillos, dos de los cuales sonaron insistentemente en la radio con muy buena aceptación por parte del público: “Altamante peligroso” y “Me estoy sintiendo sola”, este último que servía de tema principal de la telenovela“Virginia” transmitida por Venevisión en 1984. A finales de ese año, Melissa colabora en otro proyecto musical, aparte de su discografía oficial, con el álbum El taller del orfebre en honor a la visita del papa Juan Pablo II a Venezuela en enero de 1985.
En sus tres primeros álbumes como cantante solista (Melissa 1, Melissa 2 y Melissa 3) incluye como plato fuerte en el repertorio canciones que son versiones en español de temas musicales que originalmente fueron dados a conocer en otros idiomas, específicamente inglés e italiano; es a partir del álbum Noche sin fin en adelante que Melissa comienza a interpretar por entero temas que son escritos especialmente para ella. En Melissa sólo hay dos canciones inéditas: "Una nueva vida" y, "Pasó tu tiempo".

## Datos del álbum
- Producción ejecutiva de Love Records realizada por Carlos M. Montenegro.
- Producción musical: Joaquín Torres.
- Arreglos: Horacio Icasto, excepto "Pasó tu tiempo": Joaquín Torres.
- Técnico de corte de disco maestro: Carlos Torres.
- Técnico de grabación: Álvaro Corsanego, Mariví Centeno y Alberto De Palacio.
- Mezclas: Joaquín Torres.
- Grabado en: Torres de Sonido, Madrid, España, junio de 1983.
- Management: Big Show Productions. Caracas, Venezuela.
- Diseño gráfico: Alvise Sacchi.
- Fotografía: Alex Endo.
- Producido por: Love Records LRCA. C Love Music, S.A.
- Hecho en Venezuela por Rodven Discos y distribuido por Sono-Rodven C.A.
- Depósito legal: NB 83-0741 L1A4RN

## Temas
Lado A:
1. “No vale la pena” ["Heartbreaker" de Pat Benatar] (Geoff Gill y Cliff Wade. Versión en castellano: Carlos Spósito) Dick James/Intersong 3:41
2. “Sé de un lugar” ["I Know A Place" de Petula Clark] (Tony Hatch) 4:00
3. “Esta vez es amor de verdad” ["I'm In Love For The Very First Time" de Maywood] (Alice May) Emi/Unimúsica. 2:33
4. “Altamente peligroso” ["Menaveh"] (Robert Stender. Versión en castellano: L. Miranda) (Rolf Budde/Love Music) 3:05
5. “Me estoy sintiendo sola” ["Getting Kinda Lonely" de Bucks Fizz) (Mike Burns/Robert Parr. Versión en castellano: Skywalker) 4:40

Lado B
1. “En tus brazos otra vez” ["A Little Tenderness" de Sheena Easton] (Mike Leeson y Peter Vale. Versión en castellano: L. Miranda) Chapell Music/CXD/Intersong. 3:55
2. “Canta” (Giampiero Anelli "Drupi" y Rosa Dorina Dato. Versión en castellano: L. Miranda) Usignolo/Love Music. 3:56
3. “Una nueva vida” [ tema inédito ] (Pablo Manavello) Love Music/SACVEN 2:55
4. “Sueños” ["Dreaming"] (Adryan Russ "Ross", Bill Bowersock y Matt Vernon) Youngster 3:32
5. “Pasó tu tiempo” [ tema inédito ] (Joaquín Torres) Love Music/SACVEN 3:56

## Sencillos extraídos del álbum “Melissa”
1. Sencillo: "Altamente peligroso" (con su respectivo videoclip).
2. Sencillo: "No vale la pena" (con su respectivo vídeoclip).
3. Sencillo: "Me estoy sintiendo sola" (canción de cierre de las telenovelas "Virginia" y "Julia" de Venevisión / con su respectivo videoclip).
4. Maxi sencillo-PROMO: "En tus brazos otra vez" (formato 12"). Portada estándar en color negro; 45 R.M.P.. SR-90544.
Lado A: "En tus brazos otra vez" (Mono) 45 r. p. m..
Lado B: "En tus brazos otra vez" (Stereo) 45 r. p. m..
5. Sencillo: "Canta".